# Янчо Мандраджиев
Янчо (Янко) Иванов Мандраджиев е български революционер, деец на Вътрешната македоно-одринска революционна организация.

## Биография
Роден е в 1882 година във василикоското село Пиргопуло, тогава в Османската империя. Според други сведения е роден в Хаджиоглу Пазарджик. Занимава се с търговия. Влиза във ВМОРО и става знаменосец в четата на Михаил Герджиков. Присъства на конгреса на Петрова нива. Участва в Илинденско-Преображенското въстание и взима участие в превземането на Василико. Поддържа контакти с Яне Сандански.
При избухване на Балканската война е доброволец в Македоно-одринското опълчение и служи във Втора рота на Лозенградската партизанска дружина под командването на Стоян Петров. Уволнява се от Опълчението на 12 януари 1913 година.
По време на Първата световна война служи в Четвърти полк на Единадесета пехотна македонска дивизия.
Оставя дневник за участието си в Първата световна война.
След войните е ръководител на БЗНС в Бургаско. В 1920 година в Бургас е сред основателите на земеделска дружба заедно с Вълчо Калудов, Иван Димов Георгиев, Димитър Шаренков Георгиев, Димитър Шаренков Стоянов и Петър Янев.
Единият му син Щерю Мандраджиев е кмет на Мичурин, а другият му син Иван Мандражиев е военен.